# The Starting Line
The Starting Line – zespół poppunkowy z Filadelfii, USA. Powstał w 1999 roku. Obecnie pracuje dla wytwórni płytowej Virgin Records (wcześniej dla Drive-Thru Records i Geffen Records).

## Skład
- Kenny Vasoli – gitara basowa, wokal
- Matt Watts – gitara
- Mike Golla – gitara
- Tom Gryskewicz – perkusja

## Dyskografia

### Albumy
- Say It Like You Mean It (2002)
- Based on a True Story (2005)
- Direction (2007)

### EP
- With Hopes of Starting Over (2001)
- The Make Yourself at Home EP (2003)

### Utwory niezawarte w albumach
- „Break Up Day” (2001)
- „Thanks, You're the Best” (2002)
- „I'm Real” (2002)
- „Nights and Weekends” (2005)
- „Big Time Sensuality” (2006)